# Melchora Aquino
Pour les articles homonymes, voir Aquino (homonymie).
Melchora Aquino De Ramos, née le 6 janvier 1812, morte le 2 mars 1919, est une figure historique de la révolution philippine, connue également sous le surnom de Tandang Sora (vieille Sora) en raison de son âge quand cette révolution philippine a éclaté en 1896 (elle avait déjà quatre-vingt-quatre ans ). Elle est qualifiée également de Grande dame de la Révolution et Mère de Balintawak. Ramos est le nom de son mari.

## Biographie
Melchora Aquino est née le 6 janvier 1812 dans la ville de Caloocan, dans les Philippines, au sein d'une famille de paysans analphabètes formé par Juan et Valentina Aquino. Il semble qu'elle apprenne à lire et écrire et qu'elle a longtemps animé, comme chanteuse, les événements locaux. Elle se marie avec Fulgencio Ramos, un chef de barangay et a six fils. Son époux Ramos meurt lorsque son fils le plus jeune a sept ans, en laissant à son épouse Aquino la charge de la famille.
Quand l'insurrection contre les colons espagnols éclate en 1896, Melchora Aquino utilise son domicile comme refuge pour les révolutionnaires malades et des blessés. Elle les nourrit, et leur procure des soins médicaux. Des réunions secrètes des révolutionnaires du  Katipunan se tiennent dans sa maison. L'insurrection aurait été décidée là si l'on en croit la légende. Lorsque l'administration coloniale espagnole est informée de son soutien aux révolutionnaires, ils l'interrogent, sans succès. Elle est finalement arrêtée et déportée à Guam, aux îles Mariannes. Dès la prise de contrôle par les États-Unis des Philippines en 1898, Melchora Aquino, comme bien d'autres exilés, revient aux Philippines où elle meurt le 2 mars 1919, à l'âge de 107 ans. Elle est inhumée au cimetière Himlayang Pilipino Memorial Park à Quezon City.